# Cornelia Klier
Cornelia Klier z domu Bügel (ur. 19 marca 1957 w Leutenbergu) – niemiecka wioślarka reprezentująca NRD, złota medalistka olimpijska i trzykrotna medalistka mistrzostwo świata.

## Kariera
Wystąpiła na igrzyskach olimpijskich w Moskwie w 1980, gdzie razem z Ute Steindorf zdobyła złoty medal w dwójkach bez sternika. W finale o 0,46 sekundy wyprzedziły osadę Polski i o 1,90 sekundy osadę Bułgarii. Był to jej jedyny start olimpijski. Nie brała udziału w igrzyskach olimpijskich w Los Angeles w 1984, z uwagi na bojkot zawodów przez NRD.
Razem ze Steindorf w tej samej konkurencji zdobyła też złoto na mistrzostwach świata w Cambridge (1978) i mistrzostwach świata w Bledzie (1979). Ponadto wywalczyła złoto w ósemkach na mistrzostwach świata w Amsterdamie (1977).
Z wykształcenia była fizjoterapeutką. Po zakończeniu kariery pracowała w tym zawodzie w Berlinie. 
W 1980 została odznaczona Orderem Zasługi dla Ojczyzny.